# Arnaldo Cohen
Arnaldo Cohen (Río de Janeiro, Brasil, 22 de abril de 1948) es un pianista brasileño.

## Biografía
Paralelo a sus estudios de piano, también hizo estudios profesionales en ingeniería y violín por la Universidad Federal de Río de Janeiro, y empezó su carrera profesional como violinista con la Orquesta de la Casa de Ópera de Río de Janeiro. Sin embargo, decidió dedicar más tiempo a tocar el piano y continuó sus estudios con Jacques Klein, Bruno Seidlhofer y Dieter Weber. En 1972  ganó el primer premio del Concurso Internacional de Piano Ferruccio Busoni.
Cohen ha trabajado como profesor de piano en la Royal Academy of Music en Londres y actualmente es profesor en la Jacobs School of Music en Indiana, Estados Unidos. En octubre de 2012, Cohen fue designado Director artístico del concurso internacional de piano de Portland.
Arnaldo Cohen ha sido invitado a tocar como solista, entre otros, por la Orquesta de Filadelfia, la Los Ángeles Philharmonic, la Royal Philharmonic Orchestra, la Orquesta Sinfónica de Houston, la Cleveland Orquesta, la Orquesta dell'Accademia Nazionale di Santa Cecilia, la Bellingham Orquesta de Festival, la Orquesta de Sinfonía Radiofónica bávara, la Orchestre de la Suisse Romande y el Milwaukee Orquesta de Sinfonía conducida por directores como Kurt Masur, Yehudi Menuhin, Wolfgang Sawallisch y Edo de Waart. Ha actuado en concierto salas como Wigmore Sala, Frick Museo y el Concertgebouw.